# Bayard Veiller
Bayard Veiller (Brooklyn, 2 gennaio 1869 – New York, 16 gennaio 1943) è stato un drammaturgo, sceneggiatore, produttore cinematografico e regista statunitense.

## Filmografia

### Sceneggiatore
- The Fight, regia di George W. Lederer - lavoro teatrale (1915)
- The Primrose Path, regia di Lawrence Marston - lavoro teatrale (1915)
- Within the Law, regia di Monte Luke - lavoro teatrale (1916)
- Within the Law, regia di William P.S. Earle - lavoro teatrale (1917)
- Pretty Smooth, regia di Rollin S. Sturgeon (1919)
- The Thirteenth Chair, regia di Léonce Perret (1919)
- The Deadlier Sex, regia di Robert Thornby (1920)
- Burnt Wings (1920)
- Held in Trust, regia di John Ince (1920)
- Sherlock Brown, regia di Bayard Veiller (1922)
- Within the Law, regia di Frank Lloyd - lavoro teatrale (1923)
- The Woman with Four Faces, regia di Herbert Brenon (1923)
- Unseeing Eyes, regia di E.H. Griffith (Edward H. Griffith) (1923)
- Under the Red Robe, regia di Alan Crosland (1923)
- Smooth as Satin, regia di Ralph Ince (1925)
- Held by the Law, regia di Ernst Laemmle (1927)
- The Trial of Mary Dugan (1929)
- The Thirteenth Chair, regia di Tod Browning (1929)
- Francesina (Alias French Gertie), regia di George Archainbaud (1930)
- Debito d'odio (Paid), regia di Sam Wood - lavoro teatrale (1930)
- Mordprozeß Mary Dugan
- El proceso de Mary Dugan
- Mani colpevoli (Guilty Hands), regia di W. S. Van Dyke e, non accreditato, Lionel Barrymore (1931)
- Cortigiana (Susan Lenox (Her Fall and Rise)), regia di Robert Z. Leonard - sceneggiatore (1931)
- Le procès de Mary Dugan, regia di Marcel De Sano (1930)
- Arsenio Lupin (Arsène Lupin), regia di Jack Conway (1932)
- Night Court, regia di W. S. Van Dyke (1932)
- Unashamed, regia di Harry Beaumont (1932)
- The Woman Accused, regia di Paul Sloane (1933)
- La tredicesima sedia (The Thirteenth Chair), regia di George B. Seitz (1937)
- Within the Law, regia di Gustav Machatý - lavoro teatrale (1939)
- Il processo di Mary Dugan

### Produttore
- Cinderella's Twin, regia di Dallas M. Fitzgerald (1920)
- Blackmail, regia di Dallas M. Fitzgerald (1920)
- The Lure of Youth, regia di Philip E. Rosen (1921)
- There Are No Villains, regia di Bayard Veiller (1921)
- L'aquila e il falco (The Eagle and the Hawk), regia di Stuart Walker (1933)
- Sedotta (Disgraced!), regia diErle C. Kenton (1933)
- Midnight Club, regia di Alexander Hall e George Somnes (1933) l
- Il bimbo rapito (Miss Fane's Baby Is Stolen), regia di Alexander Hall (1934)
- Minaccia (The Notorious Sophie Lang), regia di Ralph Murphy e, non accreditato, William Cameron Menzies (1934)
- Menace, regia di Ralph Murphy (1934)
- One Hour Late, regia di Ralph Murphy (1934)
- Father Brown, Detective, regia di Edward Sedgwick (1934)
- Pattuglia allarme (Car 99), regia di Charles Barton (1935)

### Regista
- The Last Card (1921)
- Alias Ladyfingers (1921)
- There Are No Villains (1921)
- The Right That Failed (1922)
- The Face Between  (1922)
- Sherlock Brown (1922)
- The Trial of Mary Dugan (1929)